# Bob na Zimskih olimpijskih igrah 1928
Bob na Zimskih olimpijskih igrah 1928.

## Rezultati
| Poz | Ekipa | Tekmovalci | 1. tek | 2. tek | Skupaj |
| --- | --- | ---------- | ------ | ------ | ------ |
| 1   | ZDA II \|align=left\| Billy Fiske, Nion Tocker, Geoffrey Mason, Clifford Gray, Richard Parke                                            | 1:38,9     | 1:41,6 | 3:20,5 |        |
| 2   | ZDA I \|align=left\| Jennison Heaton, David Granger, Lyman Hine, Jay O'Brien, Thomas Doe                                                | 1:42,3     | 1:38,7 | 3:21,0 |        |
| 3   | Nemčija II \|align=left\| Hanns Kilian, Hans Heß, Sebastian Huber, Valentin Krempl, Hanns Nägle                                         | 1:41,7     | 1:40,2 | 3:21,9 |        |
| 4   | Argentina I \|align=left\| Arturo Gramajo, Ricardo González, Mariano de María, Rafael Iglesias, John Victor Nash                        | 1:40,1     | 1:42,5 | 3:22,6 |        |
| 5   | Argentina II \|align=left\| Eduardo Hope, Jorge del Carril, Héctor Milberg, Horacio Iglesias, Horacio Gramajo                           | 1:42,3     | 1:40,6 | 3:22,9 |        |
| 6   | Belgija I \|align=left\| Ernest Lambert, Walter Ganshof, Marcel Sedille-Courbon, Max Houben, Léon Tom                                   | 1:39,8     | 1:44,7 | 3:24,5 |        |
| 7   | Romunija II \|align=left\| Grigore Socolescu, Ion Gavăţ, Traian Niţescu, Toma Ghiţulescu, Mircea Socolescu                              | 1:43,8     | 1:40,8 | 3:24,6 |        |
| 8   | Švica I \|align=left\| Charles Stoffel, René Fonjallaz, Henry Höhnes, E, Coppetti, Louis Koch                                           | 1:43,1     | 1:42,6 | 3:25,7 |        |
| 9   | Združeno kraljestvo II \|align=left\| Henry Martineau, Walter Birch, John Dalrymple, John Gee, Edward Hall                              | 1:41,7     | 1:44,5 | 3:26,2 |        |
| 10  | Združeno kraljestvo I \|align=left\| George Pim, Guy Tracey, David Griffith, Frederick Browning, Thomas Warner                          | 1:40,6     | 1:45,7 | 3:26,3 |        |
| 11  | Mehika \|align=left\| L, M, Elizaga, Juan de Landa, J, Díaz, Mario Casasos, G, Díaz                                                     | 1:44,9     | 1:42,8 | 3:27,6 |        |
| 12  | Nizozemska \|align=left\| Curt van de Sandt, Jacques Delprat, Edwin Teixeira de Mattos, Henri Dekking, Hubert Menten                    | 1:43,5     | 1:45,5 | 3:29,0 |        |
| 13  | Švica II \|align=left\| Jean Mollien, John Schneiter, René Ansermoz, André Mollien, William Pichard                                     | 1:41,7     | 1:48,2 | 3:29,9 |        |
| 14  | Francija I \|align=left\| Jean de Suarez d'Aulan, Michel Baur, Roger Petit-Didier, Jacques Petit-Didier, William Beamisch               | 1:43,7     | 1:46,3 | 3:30,0 |        |
| 15  | Francija II \|align=left\| André Dubonnet, Bernard du Pontavice de Heussey, Joseph Dedein, Stéphane de la Rochefoucault, Jacques Rheins | 1:45,7     | 1:44,5 | 3:30,2 |        |
| 16  | Belgija II \|align=left\| Charles Mulder, Hubert Kryn, Ferdinand Hubert, Louis Rooy, Robert Langlois                                    | 1:45,0     | 1:46,2 | 3:31,2 |        |
| 17  | Poljska \|align=left\| Józef Broel-Plater, Jerzy Bardziński, Jerzy Łucki, Jerzy Potulicki-Skórzewski, Antoni Bura                       | 1:44,8     | 1:46,8 | 3:31,6 |        |
| 18  | Nemčija I \|align=left\| Hans-Edgar Endres, Paul Martin, Karl Reinhardt, Paul Volkhardt, Rudolf Soenning                                | 1:48,0     | 1:43,9 | 3:31,9 |        |
| 19  | Romunija I \|align=left\| Alexandru Berlescu, Eugen Ştefănescu, Petre Petrovici, Tita Rădulescu, Horia Roman                            | 1:47,3     | 1:44,9 | 3:32,2 |        |
| 20  | Luksemburg \|align=left\| Marc Schoetter, Raoul Weckbecker, Willy Heldenstein, Pierre Kaempff, Auguste Hilbert                          | 1:45,8     | 1:46,9 | 3:32,7 |        |
| 21  | Italija \|align=left\| Giancarlo Morpugo, Carlo Sem, Luigi Cerutti, Giuseppe Crivelli, Piero Marchetti                                  | 1:45,0     | 1:49,6 | 3:34,6 |        |
| 22  | Avstrija II \|align=left\| Franz Lorenz, Franz Wohlgemuth, Eduard Pechanda, Benno Karner, Richard Lorenz                                | 1:42,3     | 1:49,7 | 3:42,0 |        |
| —   | Avstrija I \|align=left\| Gustav Mader, Hugo Weinstengel, Michael Waissnix, Walter Sehr, Franz Pamperl                                  | 1:44,2     | DSQ    | DNF    |        |